# Pustina
Pustina (německy Pustina) je malá obec v okrese Ústí nad Orlicí v Pardubickém kraji. Žije zde 66 obyvatel.  Leží devět kilometrů jižně od Vysokého Mýta. Pustina je nejmladší vesnice v okolí a jedna z nejmenších samostatných obcí v Pardubickém kraji.

## Historie
První písemná zmínka o obci pochází z roku 1720.

## Obyvatelstvo
| Rok            | 1869 | 1880 | 1890 | 1900 | 1910 | 1921 | 1930 | 1950 | 1961 | 1970 | 1980 | 1991 | 2001 | 2011 | 2021 |
| -------------- | ---- | ---- | ---- | ---- | ---- | ---- | ---- | ---- | ---- | ---- | ---- | ---- | ---- | ---- | ---- |
| Počet obyvatel | 226  | 252  | 248  | 239  | 238  | 248  | 223  | 178  | 183  | 168  | 122  | 95   | 67   | 72   | 71   |
| Počet domů     | 49   | 49   | 50   | 50   | 49   | 50   | 49   | 51   | 55   | 47   | 40   | 54   | 51   | 56   | 56   |

## Obecní správa

### Obecní symboly
Znak a vlajka byly obci uděleny rozhodnutím předsedy Poslanecké sněmovny Parlamentu České republiky dne 30. listopadu 2007.